# Claessens Koperslagers

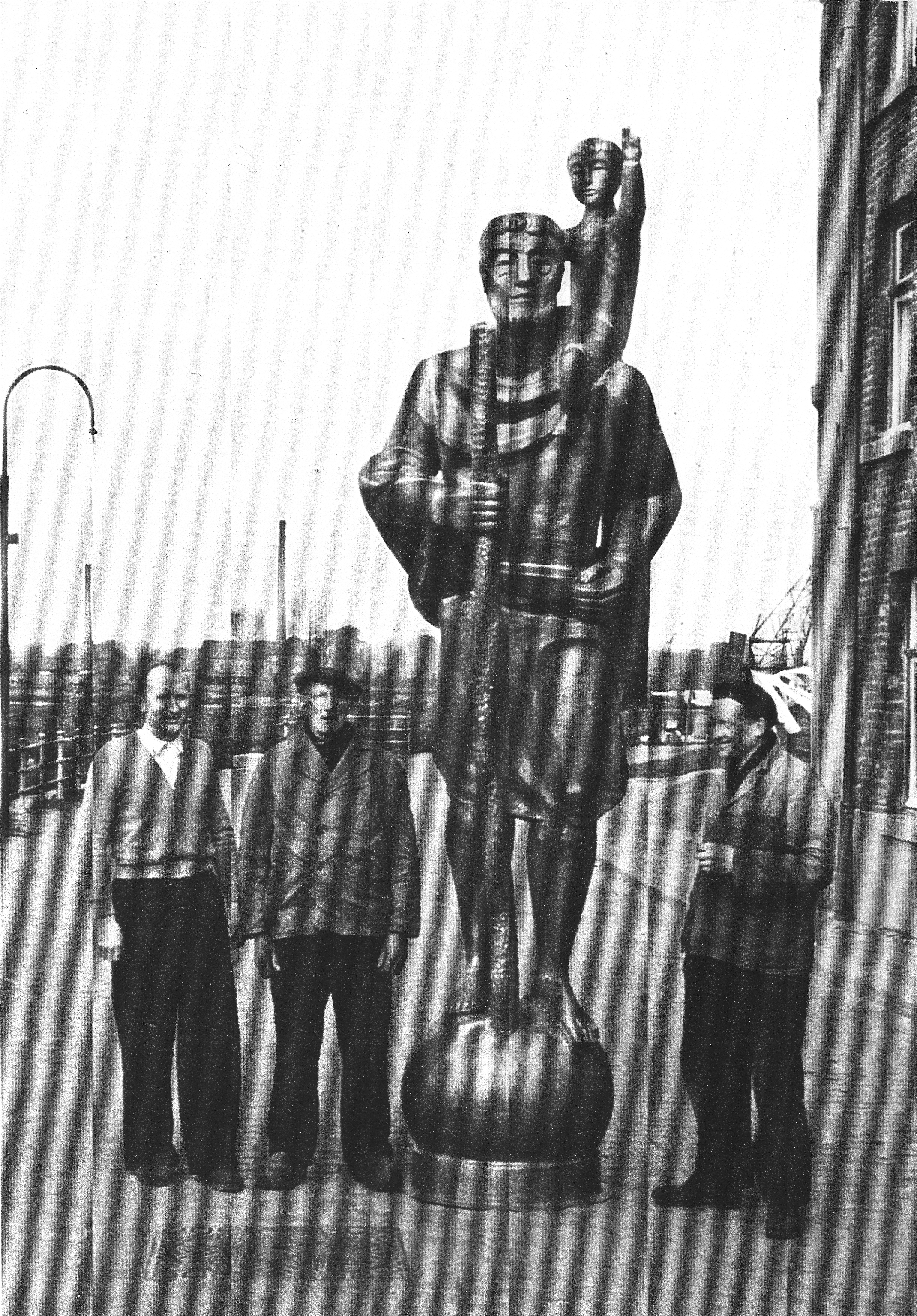
St. Christoffelbeeld uit de werkplaats op de looskade te Roermond met de makers (vlnr. Jacques, Joseph Sr., Joseph Jr. Claessens) ernaast.

Claessens Koperslagers was van 1920 tot 1986 een koperslagerij in Roermond.

## Geschiedenis
Rond 1920 startte koperslager Joseph Henricus Hubertus Claessens (9 januari 1889 - 30 maart 1972) een atelier voor kunstkoperwerk, lood- en zinkwerk aan de Looskade. Zijn twee zonen gingen ook bij hem werken nadat zij de Teekenschool (Roermond) hadden afgerond. Dit waren Joseph jr. (1918 - 1977) en Jacques (10 april 1921 tot 12 februari 2003). Later kwam er een tweede atelier bij aan Looierstraat 8. Naderhand heeft ook nog een zoon (Jos) van Joseph jr. tijdelijk meegewerkt in het bedrijf.
In het begin werden veel koperen gebruiksvoorwerpen gemaakt, zoals ketels, kroonluchters, kandelaars, maar ook torenhaantjes. Na de Tweede Wereldoorlog zijn een aantal koperen/ijzeren kannen gemaakt van granaathulzen vanwege het gebrek aan materiaal. Ook veel straatlantaarns zoals in Thorn zijn door het bedrijf gemaakt. 

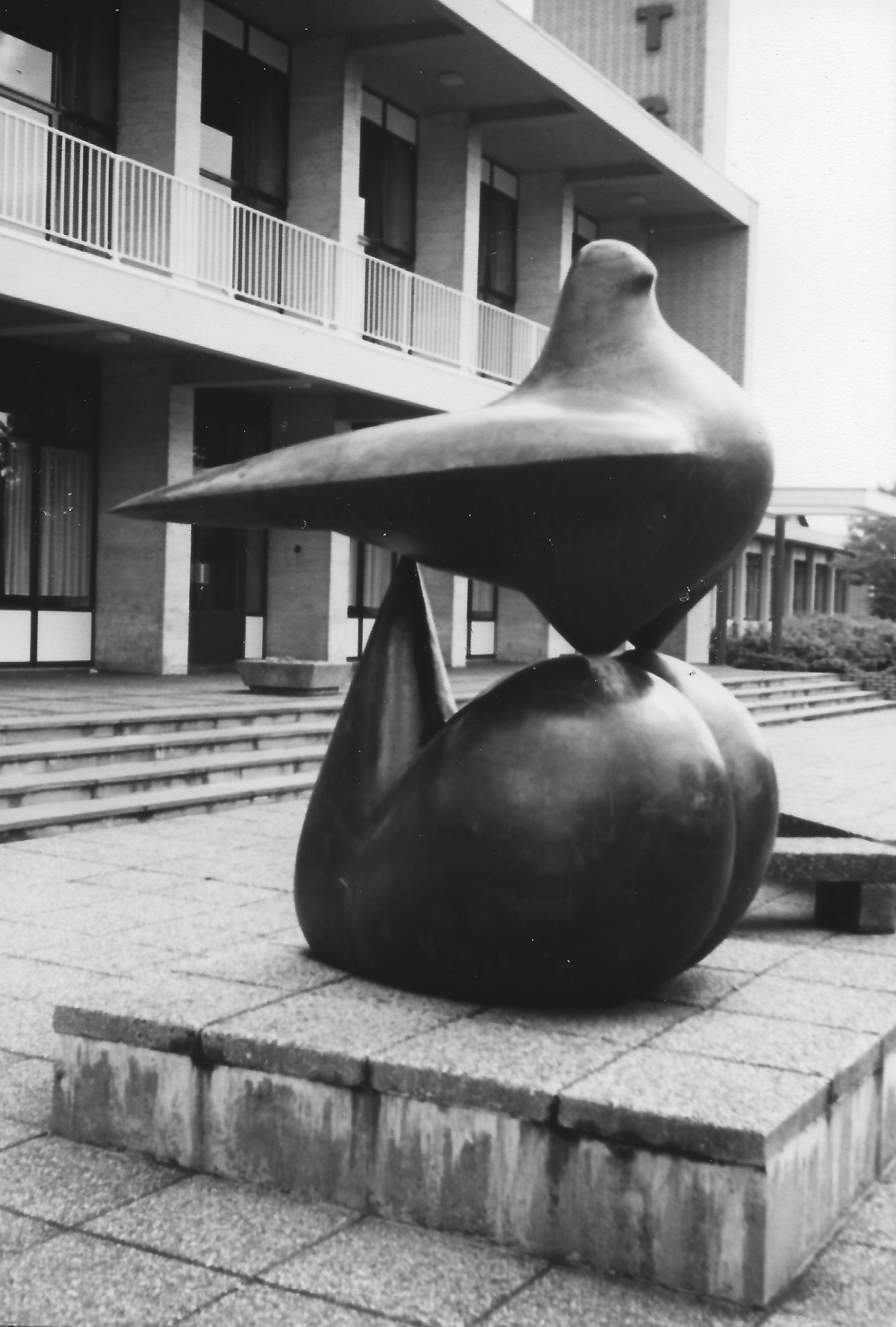
Beeldwerk MTS Roermond

Later kwamen er ook koperen en zinken dakbedekkingen bij, bijvoorbeeld op het Rijksmuseum Amsterdam, PTT gebouw in Arnhem, Bijenkorf Eindhoven en zelfs op de woning van Prinses Margriet en Pieter van Vollenhoven op Paleis het Loo in Apeldoorn. Ook zijn er kunstwerken gemaakt, zoals de markante vogel op een bol, ontworpen door Dolf Wong Lun Hing. Deze staat bij de Middelbare Technische School, Kasteel Hillenraedstraat te Roermond.
Het Christoffelbeeld - ontworpen door beeldhouwer Joep Thissen - is een van de grote kunstwerken die ze met zijn drieën hebben gemaakt. In 1957 is het beeld op de Sint-Christoffelkathedraal in Roermond geplaatst. Het beeld is gedreven in koper, dat wil zeggen in model kloppen met een hamer op modelijzers, ook wel staken genoemd. Toenmalig deken Terstappen vond het ontwerp te modern en meende dat er meer details en rondingen, zoals vinger- en teenvormen moesten komen. Dit werd toen tijdens het bewerken aangepast. Het Christoffelbeeld is 3,60 m hoog en weegt ongeveer 350 kilo. Ook is het beeld nog voor het plaatsen verguld door Martinus de Brock.